# Walter Arendt

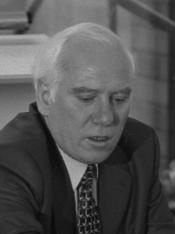
Walter Arendt

Walter Arendt (ur. 17 stycznia 1925, zm. 10 marca 2005), polityk niemiecki, działacz partii socjaldemokratycznej SPD.
Pracował w przemyśle energetycznym. W 1946 wstąpił do SPD; reprezentował partię w Bundestagu w latach 1961–1980 oraz w Parlamencie Europejskim w latach 1961–1969. Był członkiem Prezydium SPD (1973–1979), a w latach 1976–1980 zastępcą przewodniczącego frakcji parlamentarnej SPD w Bundestagu.
Od 22 października 1969 do 14 grudnia 1976 pełnił funkcję ministra pracy i spraw socjalnych w rządzie federalnym Willy’ego Brandta i Helmuta Schmidta. Jego poprzednikiem na tym stanowisku był Hans Katzer, a następcą – Herbert Ehrenberg.